# Championnats d'Europe de cyclo-cross 2004
Navigation
Édition précédente Édition suivante
Les Championnats d'Europe de cyclo-cross 2004 se sont déroulés le 7 novembre 2004, à Vossem en Belgique.

## Résultats

### Hommes
| Épreuves        | Or                | Argent                | Bronze              |
| --------------- | ----------------- | --------------------- | ------------------- |
| Moins de 23 ans | Lars Boom         | Niels Albert          | Martin Bína         |
| Juniors         | Julien Taramarcaz | Ricardo van der Velde | Christoph Pfingsten |

### Femmes
| Épreuves | Or                | Argent            | Bronze             |
| -------- | ----------------- | ----------------- | ------------------ |
| Élites   | Hanka Kupfernagel | Maryline Salvetat | Laurence Leboucher |

## Tableau des médailles
| Rang  | Nation    | Or | Argent | Bronze | Total |
| ----- | --------- | -- | ------ | ------ | ----- |
| 1     | Pays-Bas  | 1  | 1      | 0      | 2     |
| 2     | Allemagne | 1  | 0      | 1      | 2     |
| 3     | Suisse    | 1  | 0      | 0      | 1     |
| 4     | France    | 0  | 1      | 1      | 2     |
| 5     | Belgique  | 0  | 1      | 0      | 1     |
| 6     | Tchéquie  | 0  | 0      | 1      | 1     |
| Total | Total     | 3  | 3      | 3      | 9     |